# Diyane Adams
 (juillet 2025).
Motif : Avec une première source en août 2023, les deux ans sont presque atteints, mais on n'y est techniquement pas. À vérifier sur la durée.
- Archive Wikiwix
- Bing
- Cairn
- DuckDuckGo
- E. Universalis
- Gallica
- Google
- G. Books
- G. News
- G. Scholar
- Persée
- Qwant
- (zh) Baidu
- (ru) Yandex
- (wd) trouver des œuvres sur Wikidata

| 1. | Préciser le motif de la pose du bandeau. | Précisez le motif de la pose du bandeau en utilisant la syntaxe suivante : {{admissibilité à vérifier\|date=août 2025\|motif=remplacez ce texte par le motif}}                    |
| 2. | Informer les utilisateurs concernés.     | Pensez à avertir le créateur de l'article, par exemple, en insérant le code ci-dessous sur sa page de discussion : {{subst:avertissement admissibilité à vérifier\|Diyane Adams}} |

Vous pouvez aider à l'améliorer ou bien discuter des problèmes sur sa page de discussion.
- Il ne présente actuellement aucune catégorie. Cela empêche d'y accéder ou de le retrouver simplement. Vous pouvez nous aider en le catégorisant. (Marqué depuis juin 2025)
- Son texte doit être wikifié : il ne correspond pas à la mise en forme Wikipédia (style, typographie, liens internes, liens entre les wikis, etc.). (Marqué depuis juin 2025)

Diyane Adams, de son nom civil Ndiaye Adama, né le 24 août 1997 d’une grossesse gémellaire à Saint-Louis au Sénégal. Il est un auteur-compositeur-interprète autodidacte sénégalais d’afrobeat. Ses chansons aux sonorités sénégalaises sont influencées par le jazz, le blues et les récitals coraniques de son grand-père.

## Biographie

### Enfance
Diyane Adams est né le 24 août 1997 au Sénégal. Il est originaire de la région de Saint-Louis et réside désormais à Dakar.Sa sœur jumelle et lui passent leur enfance chez leurs grands-parents. Diyane Adams s’intéresse à la musique très jeune et s’enfuit des fois de chez ses grands-parents en pleine nuit pour chanter lors des petits spectacles de quartier. Il s’initie au chant et à la guitare dans la rue, au contact des jeunes passionnés de musique comme lui. Le grand-père d'une amie, marabout et doué du don de clairvoyance, lui prédit une grande carrière dans la musique en dépit d'obstacles à surmonter. La première fois qu’il chante en public, c’était lors de la fête de clôture d’une colonie de vacances qu’il avait faite à Saly, à l’hôtel Donjon Lodge. À 16 ans, il fonde le groupe de rap City Boyz avec des amis et ensemble, ils font des prestations dans les collèges et lycées de Saint-Louis.

### Débuts
Après l'obtention de son Baccalauréat littéraire à Saint-Louis, Diyane fait cinq ans  à l’Université Cheick Anta Diop de Dakar où il étudie la littérature africaine et postcoloniale. Il obtient son diplôme de Licence après 3 ans mais va arrêter les cours durant son année de Master 2. Pour cause, son sacre de demi-finaliste à The Voice Afrique francophone lui ouvre la porte de divers projets. Il abandonne donc l'université sans avoir pu soutenir son mémoire.
Il se fait connaître en participant à The voice Afrique francophone en 2020 et en jouant dans la série sénégalaise C’est la vie. Dès lors Diyane se fait repérer par des professionnels de la scène musicale et collabore avec de grands noms à l'instar de Didier Awadi, Viviane Chidid. Il est particulièrement marqué et soutenu par Lokua Kanza, son coach à The Voice Afrique Francophone mais également par Charlotte Dipanda . Diyane multiplie la participation à des concours de musique, remporte le prix Les talents de la toile et est demi-finaliste des Jeux de la francophonie en 2023,. Il participe aussi à divers festivals à travers le monde notamment le DOMAF, la Biennale de Dakar et les Rencontres Musicales Africaines (REMA) en 2024 à Ouagadougou où il remporte le "Prix du meilleur showcase" décerné par l’ambassade du Brésil.
Il envisage de reprendre ses études et est intéressé par le métier de stewart et par l’astronomie.

### Discographie
2023 : Boul Xaddi (Ne désespère pas en wolof), son premier album de huit titres est sur le marché local et international.

## Prix et récompense
Prix Brésil Jeune Talent